# Корецкий, Денис Викторович
Денис Викторович Корецкий (19 июня 1976) — российский футболист, играл на позиции полузащитника.

## Карьера
Профессиональную карьеру начинал в краснодарском «Колосе», однако в основном играл за фарм-клуб. Летом 1996 года перешёл в «Ростсельмаш». 2 октября 1996 года в домашнем матче 30-го тура против камышинского клуба «Энергия-Камышин», выйдя на замену на 66-й минуте встречи вместо Константина Фишмана, дебютировал в высшем дивизионе. Всего в матчах высшей лиге провёл 3 матча, играя в основном за фарм-клуб. В 1997 году был в заявке «Кубани», однако официальных матчей за клуб не провёл. С 1997 по 2001 годы играл в любительских клубах Краснодарского края.